# Nattskräck
Nattskräck är ett fenomen som räknas till parasomnierna. Det förekommer framför allt hos små barn, där det är mycket vanligt. Det förekommer också som symtom vid psykiska störningar hos vuxna. Till skillnad från mardrömmar, minns personen inte några obehagliga drömmar efter uppvaknandet.
Nattskräck utgörs av attacker under sömn med ett beteende som liknar det vid stark ångest. Personen, som fortfarande delvis är i sömn, kan sätta sig upp, skrika, vara våldsam och tröstlös, och uppvisar tecken på autonom aktivering i form av ökad motorik, kallsvettningar, hög puls och blekhet. Ofta har personen glömt episoden morgonen efter, medan andra kan ha diffusa minnesbilder.
Ibland är attackerna förenade med sömngång. Diagnostiskt är detta två skilda fenomen, men i praktiken kan en person ha ett mellanting med drag av båda. Nattskräck uppkommer som regel under sömnens första 2-3 timmar, men alltid under NREM-sömn, den sömnfas som inte är REM-sömn, detta till skillnad från mardrömmar som istället uppkommer under REM.
Hos barn börjar nattskräck vanligen i åldern 3 till 12 år. Prognosen för barn är godartad och växer vanligtvis bort. Ickefarmakologisk behandling går ut på att avlägsna potentiellt skadliga föremål från patientens rum, låsa fönster och dörrar samt undvika sömnbrist. Vid mer svårartade besvär kan läkemedelsbehandling bli aktuell. Kirurgisk behandling, genom att adenoiden opereras bort, kan också ge goda resultat.
Vuxnas nattskräck startar vanligtvis i åldrarna 20 till 30 år. Nattskräck hos vuxna förekommer vid posttraumatiskt stressyndrom (under REM-sömn), hos suicidala personer, hos personer med neuroticism, och vid andra psykiska störningar samt ofta tillsammans med andra sömnstörningar. Hos barn har det ärftliga orsaker och har med den biologiska utvecklingen av hjärnan att göra.